# Marie-Thérèse Vacossin
Marie-Thérèse Vacossin, née le 19 avril 1929 à Paris, est une peintre française.

## Biographie
Marie-Thérèse Vacossin suit les cours de l'École des arts décoratifs de Paris de 1947 à 1949, de l’École du Louvre de 1948 à 1950 et les études de professorat de dessin de la Ville de Paris entre 1955 et 1956.
Elle s’installe à Bâle en 1956. Elle y fonde avec Marcel Mazar l’Atelier Éditions Fanal en 1966. Cette maison d’édition a imprimé des gravures pour de nombreux artistes de l'art construit parmi lesquels Aurélie Nemours, François Morellet, Vera Molnar, Gottfried Honegger ou Carlos Cruz-Diez.

## Œuvre
Marie-Thérèse Vacossin commence son apprentissage artistique pendant son adolescence. Elle suit jusqu'en 1956 un enseignement académique basé sur la maîtrise du dessin à partir de la copie de l'antique et le dessin sur modèle vivant.
À partir de 1951 et jusqu'en 1955, elle suit également les cours de Robert Lapoujade qui lui apprend à abandonner l'idée de représentation et à voir la beauté partout autour d'elle, à considérer le monde comme un répertoire de formes, de rythmes et de rapports de couleurs.
Pendant une vingtaine d'années, l'œuvre de Marie-Thérèse Vacossin est éclectique. Elle reflète aussi bien la vogue de l'abstraction lyrique dans les années 1950 avec les influences de Vieira da Silva, Nicolas de Staël, Antoni Tàpies, que certaines tendances reflétant la nouvelle société de consommation dans les années 1960 avec un retour de la figuration.
Marie-Thérèse Vacossin, sous l'influence de Jean Gorin et à la suite de la découverte d'Ad Reinhardt, trouve sa voie en 1973. elle opère un passage à une abstraction géométrique tout entière centrée sur des problématiques de perception des couleurs. L’œuvre de Marie-Thérèse Vacossin est dès lors, et jusqu'à aujourd'hui, très proche du courant de l'Op art.

## Collections publiques
- Fonds Régional d’Art Contemporain de Bretagne
- Musée de Grenoble
- Musée de Cambrai
- Musée de Mâcon
- Musée de Beauvais
- Musée d’art et d’histoire de Neuchâtel (Suisse)
- Haus Konstruktiv, Stiftung für Konkrete Kunst, Zürich (Suisse)
- Museum für Konkrete Kunst, Ingolstadt (Allemagne)
- Satoru Sato Art Museum (Japon).

## Expositions
- Exposition rétrospective au musée de Cambrai (Nord) du 2 juin au 16 septembre 2012.